# Emna Mizouni
Emna Mizouni, née en 1987 à Tunis, est une cybermilitante, journaliste indépendante, experte en communication et dirigeante d'entreprise tunisienne.
En mars 2013, Mizouni co-fonde Carthagina, une initiative Internet conçue pour susciter un intérêt pour le patrimoine culturel de la Tunisie. Après avoir aidé avec succès à préparer la conférence RightsCon Tunis, elle est nommée en juillet 2019 au conseil d'administration mondial d'AccessNow.org (en).
En août 2019, lors de la conférence Wikimania à Stockholm, Emna Mizouni est honorée du titre de Wikimédien de l'année.

## Biographie
Née en 1987 et élevée dans la capitale de la Tunisie, Tunis, Emna Mizouni est inscrite au lycée Khaznadar du Bardo en 2006. Elle étudie ensuite à l'École supérieure de commerce de Tunis, où elle obtient un diplôme en gestion (2009) puis une maîtrise en marketing, négociation et communication (2011). Après ses études, elle travaille dans le marketing et en tant que journaliste et animatrice de radio. En juin 2012, elle est nommée responsable du marketing et des communications pour le British Council,.
Après le révolution de 2011, Mizouni se rend compte que la connaissance de l'histoire et de la culture de son pays fait défaut. En conséquence, elle co-fonde Carthagina (nom basé sur celui de Carthage), une initiative Internet conçue pour susciter un intérêt pour le patrimoine culturel tunisien localement et à l'étranger, en mars 2013,,.
Après avoir aidé avec succès à préparer la conférence RightsCon Tunis, elle est nommée en juillet 2019 au conseil d'administration mondial d'AccessNow.org (en),, un groupe international de défense des droits de l'homme à but non lucratif qui souhaite instaurer la neutralité d'Internet.
En août de la même année, lors de la conférence Wikimania à Stockholm, Emna Mizouni est honorée du titre de Wikimédien de l'année en raison de son rôle de premier plan dans le développement des communautés arabes et africaines ainsi que de son succès dans la promotion de l'histoire et de la culture de la Tunisie.

## Publications
- Évaluation de la stratégie de communication d'un nouveau média, Éditions universitaires européennes, 2018, 75 p. (ISBN 978-3-639-50786-7)[8].